# Робен Кампійо
Робе́н Кампійо́ (фр. Robin Campillo; нар. 16 серпня 1962, Мохаммедія, Марокко) — французький сценарист та кінорежисер марокканського походження.

## Життєпис
Робен Кампійо народився 16 серпня 1962 року у марокканському портовому місті Мохаммедія. Після закінчення школи в Екс-ан-Провансі, навчався на початку 1980-х років у Вищому інституті кінематографії (IDHEC, зараз La fémis) у Парижі. Там же познайомився зі своїм майбутнім другом і соратником Лораном Канте. Тоді ж почав працювати у кіно — почавши з монтажера, а потім — як сценарист і режисер.
Спільно з Лораном Канте, як сценарист Робен Кампійо працював над фільмами «Тайм-аут» (2001), «На південь» (2005) та фільмом «Клас» (2008), що завоював «Золоту пальмову гілку» на 61-му Каннському фестивалі та премію «Сезар» за найкращий сценарій.
Як режисер Кампійо дебютував у 2004 році фентезійним фільмом «Привиди», поставленим за власним сценарієм.
У 2013 році Робен Кампійо поставив свою другу стрічку «Хлопчики зі Сходу», яка брала участь у 70-у Венеційському кінофестивалі та отримала головний приз за найкращий фільм у програмі «Горизонти». Крім того стрічку було номіновано у трьох категоріях на премію «Сезар» 2015 року, зокрема за найкращий фільм та найкращу режисерську роботу.
Третій повнометражний фільм Кампійо 2017 року «120 ударів на хвилину» був відібраний для участі в основній конкурсній програмі 70-го Каннського міжнародного кінофестивалю (2017) та отримав кілька нагород, у томі числі Гран-прі журі фестивалю. Стрічку було висунуто від Франції на премію «Оскар» Американської кіноакадемії у категорії «Найкращий фільм іноземною мовою», але в грудневий шорт-лист з 9-ти фільмів вона не потрапила. У 2018 році фільм був номінований в 13-ти категоріях на здобуття французької національної кінопремії «Сезар», у тому числі за найкращий фільм та найкращу режисерську роботу та отримав шість нагород.
У 2019 році Робен Кампійо увійшов до складу журі основної конкурсної програми 72-го Каннського міжнародного кінофестивалю, очолюваного мексиканським кінорежисером та сценаристом Алехандро Гонсалесом Іньярріту.

## Особисте життя
Робен Кампійо є відкритим геєм.

## Фільмографія
Сценарист
- 2001 : Тайм-аут / L'emploi du temps
- 2004 : Привиди / Les revenants
- 2005: На південь / Vers le sud
- 2008 : Клас / Entre les murs
- 2012: Фоксфайр, визнання банди дівчат / Foxfire
- 2012 : Хлопчики зі Сходу / Eastern Boys
- 2016 : Планетаріум / Planetarium (з Ребеккою Злотовськи)

Режисер
- 2004 : Привиди / Les revenants
- 2012 : Хлопчики зі Сходу / Eastern Boys
- 2017 : 120 ударів на хвилину / 120 battements par minute

## Визнання
| Рік                                  | Категорія                                                             | Фільм                                             | Результат |
| ------------------------------------ | --------------------------------------------------------------------- | ------------------------------------------------- | --------- |
| Приз Європейської кіноакадемії       |                                                                       |                                                   |           |
| 2001                                 | Найкращий сценарист (разом з Лораном Канте)                           | Тайм-аут                                          | Номінація |
| 2017                                 | Найкращий європейський фільм                                          | 120 ударів на хвилину                             | Номінація |
| 2017                                 | Найкращий монтажер                                                    | 120 ударів на хвилину                             | Перемога  |
| Каталонський кінофестиваль у Сітжесі |                                                                       |                                                   |           |
| 2004                                 | Найкращий фільм                                                       | Привиди                                           | Номінація |
| Кінофестиваль у Салоніках            |                                                                       |                                                   |           |
| 2004                                 | Головний приз Золотий Александр                                       | Привиди                                           | Номінація |
| Кінофестиваль Фанташпорту            |                                                                       |                                                   |           |
| 2005                                 | Найкращий фільм                                                       | Привиди                                           | Перемога  |
| 2005                                 | Срібний Ґран-прі за найкращий європейський фенетзійний фільм          | Привиди                                           | Перемога  |
| 2005                                 | Найкращий режисер                                                     | Робен Капмілло                                    | Перемога  |
| Кінофестиваль у Мар дель Плата       |                                                                       |                                                   |           |
| 2005                                 | Найкращий фільм                                                       | Привиди                                           | Номінація |
| Премія «Сезар»                       |                                                                       |                                                   |           |
| 2009                                 | Найкращий сценарій (разом з Франсуа Беґодо та Лораном Канте)          | Клас                                              | Перемога  |
| 2009                                 | Найкращий монтаж (разом зі Стефані Леже)                              | Клас                                              | Номінація |
| 2015                                 | Найкраща режисерська робота                                           | Хлопчики зі Сходу                                 | Номінація |
| 2015                                 | Найкращий фільм (разом з продюсерами Г'ю Шарбонно та Марі-Анж Лучані) | Хлопчики зі Сходу                                 | Номінація |
| 2018                                 | Найкращий фільм                                                       | 120 ударів на хвилину                             | Перемога  |
| 2018                                 | Найкраща режисерська робота                                           | 120 ударів на хвилину                             | Номінація |
| 2018                                 | Найкращий сценарій                                                    | 120 ударів на хвилину                             | Перемога  |
| 2018                                 | Найкращий монтаж                                                      | 120 ударів на хвилину                             | Перемога  |
| Венеційський кінофестиваль           |                                                                       |                                                   |           |
| 2013                                 | Приз «Горизонти» за найкращий фільм                                   | Хлопчики зі Сходу                                 | Перемога  |
| Стокгольмський кінофестиваль         |                                                                       |                                                   |           |
| 2013                                 | Бронзовий кінь за найкращий фільм                                     | Хлопчики зі Сходу                                 | Номінація |
| Міжнародний кінофестиваль у Сіеттлі  |                                                                       |                                                   |           |
| 2014                                 | Найкращий фільм                                                       | Хлопчики зі Сходу                                 | Номінація |
| Кінофестиваль у Санта-Барбарі        |                                                                       |                                                   |           |
| 2014                                 | Найкращий зарубіжний фільм                                            | Хлопчики зі Сходу                                 | Номінація |
| Приз Луї Деллюка                     |                                                                       |                                                   |           |
| 2014                                 | Найкращий фільм                                                       | Хлопчики зі Сходу                                 | Номінація |
| Каннський кінофестиваль              |                                                                       |                                                   |           |
| 2017                                 | Золота пальмова гілка                                                 | 120 ударів на хвилину                             | Номінація |
| 2017                                 | Гран-прі                                                              | 120 ударів на хвилину                             | Перемога  |
| 2017                                 | Приз ФІПРЕССІ                                                         | 120 ударів на хвилину                             | Перемога  |
| 2017                                 | Queer Palm                                                            | 120 ударів на хвилину                             | Перемога  |
| 2017                                 | Приз Франсуа Шале                                                     | 120 ударів на хвилину                             | Перемога  |
| Кінофестиваль у Кабурі               |                                                                       |                                                   |           |
| 2017                                 | Приз глядацьких симпатій                                              | 120 ударів на хвилину                             | Перемога  |
| Премія «Люм'єр»                      |                                                                       |                                                   |           |
| 2018                                 | Найкращий фільм                                                       | 120 ударів на хвилину                             | Перемога  |
| 2018                                 | Найкращий режисер                                                     | 120 ударів на хвилину                             | Перемога  |
| 2018                                 | Найкращий сценарій                                                    | 120 ударів на хвилину (спільно з Філіппом Манжео) | Перемога  |
| Премія «Давид ді Донателло»          |                                                                       |                                                   |           |
| 2018                                 | Найкращий європейський фільм                                          | 120 ударів на хвилину                             | Номінація |

## Громадська позиція
У 2018 підтримав звернення Асоціації режисерів Франції на захист ув'язненого у Росії українського режисера Олега Сенцова